# Lycée privé Sainte-Geneviève

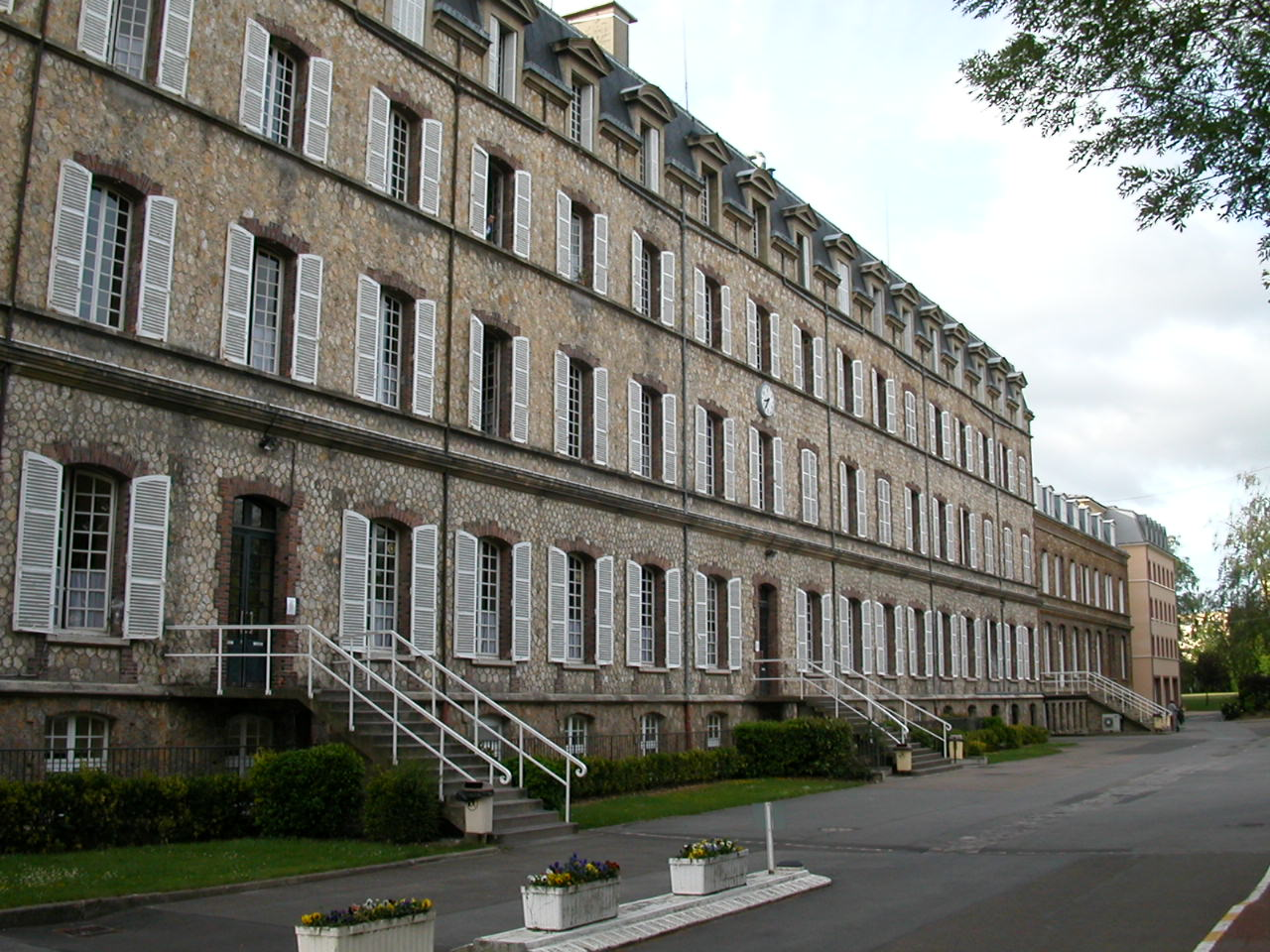
Lycée privé Sainte-Geneviève

Lycée privé Sainte-Geneviève - prywatne liceum, mieszczące się w Wersalu i oferujące zajęcia przygotowawcze do uczelni wyższych, założone przez jezuitów w Paryżu w kwietniu 1854 r. Często nosi przydomek Ginette, a czasem BJ, co oznacza Boite à Jèzes (Sprawa Jezuitów).
Sainte-Geneviève słynie z jednego z najwyższych wskaźników sukcesu w egzaminach wstępnych na najbardziej prestiżowe francuskie grandes écoles w dziedzinie inżynierii (École Polytechnique, Mines ParisTech, École des Ponts ParisTech i CentraleSupélec) i handlu (HEC Paris, ESSEC Business School i ESCP Business School).

## Znani absolwenci
- Saïd Ben Saïd, tunezyjski producent filmowy osiadły na stałe we Francji